# Oreilles d'Aman

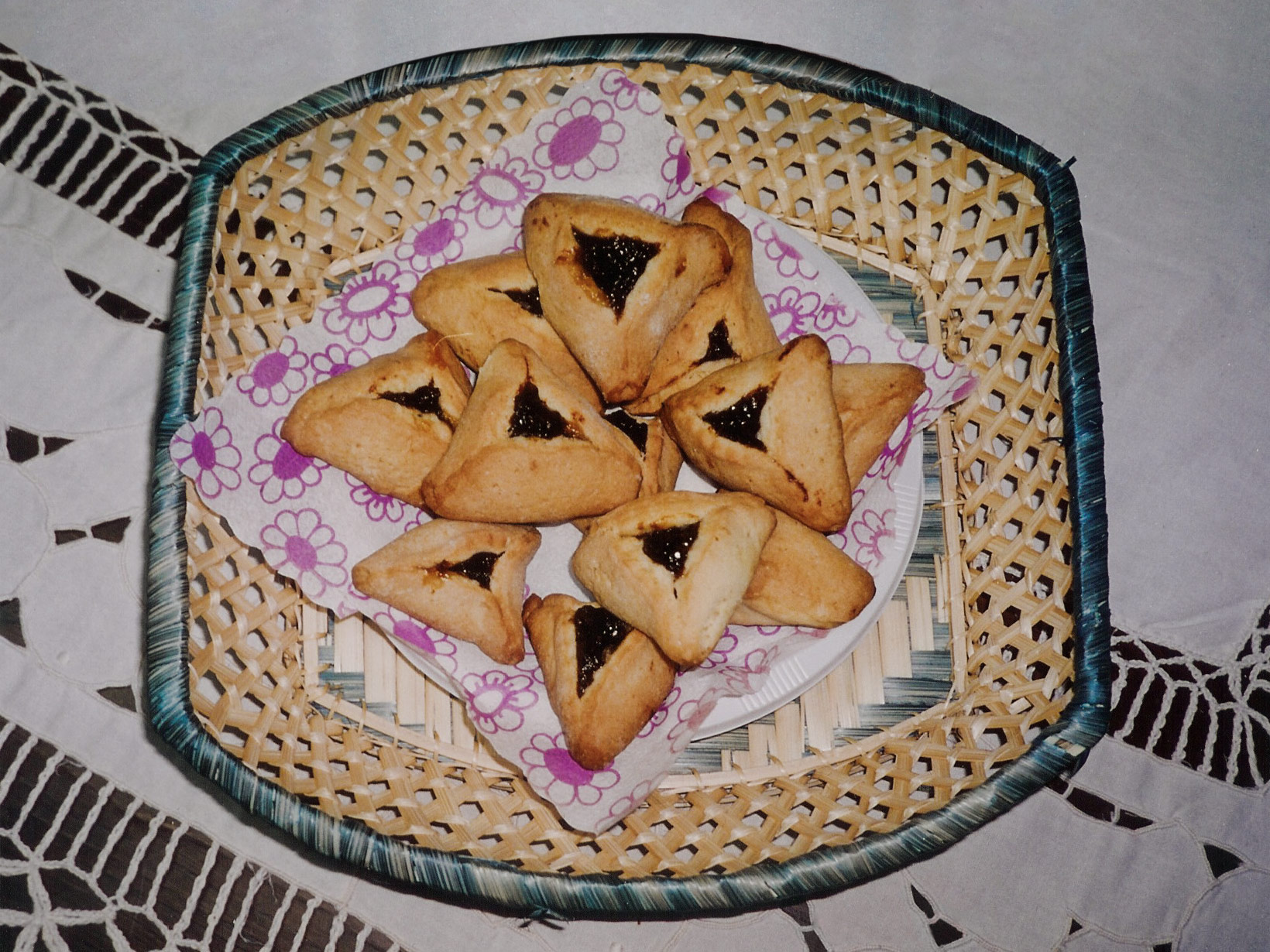
Oreilles de Haman.

Les oreilles d'Aman ou de Haman (en hébreu : אוזן המן ozen Haman, pluriel oznei Haman ; en yiddish : המן טאש hamantashn « poche de Haman » ) sont une spécialité culinaire juive préparée exclusivement à l'occasion de la fête de Pourim, une fête juive qui commémore les événements dans le livre d'Esther (Meguila d’Esther). Situé dans le royaume de Perse durant la période de l’Exil, le récit raconte comment la reine Esther et son cousin/oncle Mardochée déjouent un plan d’extermination du peuple juif, projeté par le vizir royal, Aman.
On dépose des graines de pavot cuites dans du sucre, de la pâte de pruneau ou d'abricot confit, de la confiture, du chocolat, etc. au centre d'un rond de pâte dont les bords sont repliés pour former un triangle, puis on cuit au four.

## Historique
Les oreilles d'Aman sont attestées depuis le XVIe siècle. Elles sont mentionnées dans la comédie Ztachus Bedechusa Dekidushin, écrite en hébreu par le Mantouan Leone de' Sommi (1527-1592).
Plusieurs explications quant à l’origine et la signification de ces gâteaux sont courantes. En prenant une forme qui « cache » leurs contenus, les gâteaux rappellent l’histoire de Pourim de façon générale : d’abord, ils font référence à Esther, qui a su cacher son identité jusqu’au moment de la révélation qui sauverait son peuple. Aussi, ils évoquent le rôle de l’acteur divin dans l’histoire de Pourim qui est « caché » derrière le hasard. Selon une lecture anthropologique, la consommation des « oreilles d’Aman » constitue un acte de destruction symbolique du vilain de l’histoire du livre d'Esther. En suivant l’appellation « hamantaschen », parfois traduite par « poches d’Aman », une interprétation alternative est également possible : « haman » ferait référence non au vilain du récit de Pourim, mais à l’utilisation des graines de pavots dans la recette traditionnelle (ha étant l’article défini en hébreu + mohn qui veut dire « graine de pavot » en yiddish).
Selon certaines traditions, ce gâteau rappelle donc l’exigence et l’intelligence d’Esther : selon la légende, elle respectait les règles kashrout — sans pour autant révéler son identité juive — en observant un régime composé exclusivement de graines, fruits et légumes. 

## Consommation
En 2010, pendant la semaine de Pourim, les Israéliens ont acheté environ 25 millions d'oreilles d'Aman et ont fabriqué, chez eux, environ 30 autres millions de ces biscuits.

## Divers
D'après le Guinness World Records, la plus grosse oreille d'Aman a été préparée le 13 mars 2006 par des volontaires de l'association israélienne Ha'aguda Hahadasha Lesherut Hahayal. La pâtisserie faisait 650 kg. Sa préparation avait nécessité 200 kg de farine, 120 kg de margarine, 400 œufs, 40 kg de sucre, un litre d'eau et 150 kg de graines de pavot.